# François-Xavier Vispré
François-Xavier Vispré (geboren 13. Mai 1725 in Voisey; gestorben 28. August 1792 in London) war ein französisch-englischer Pastellmaler und Grafiker.

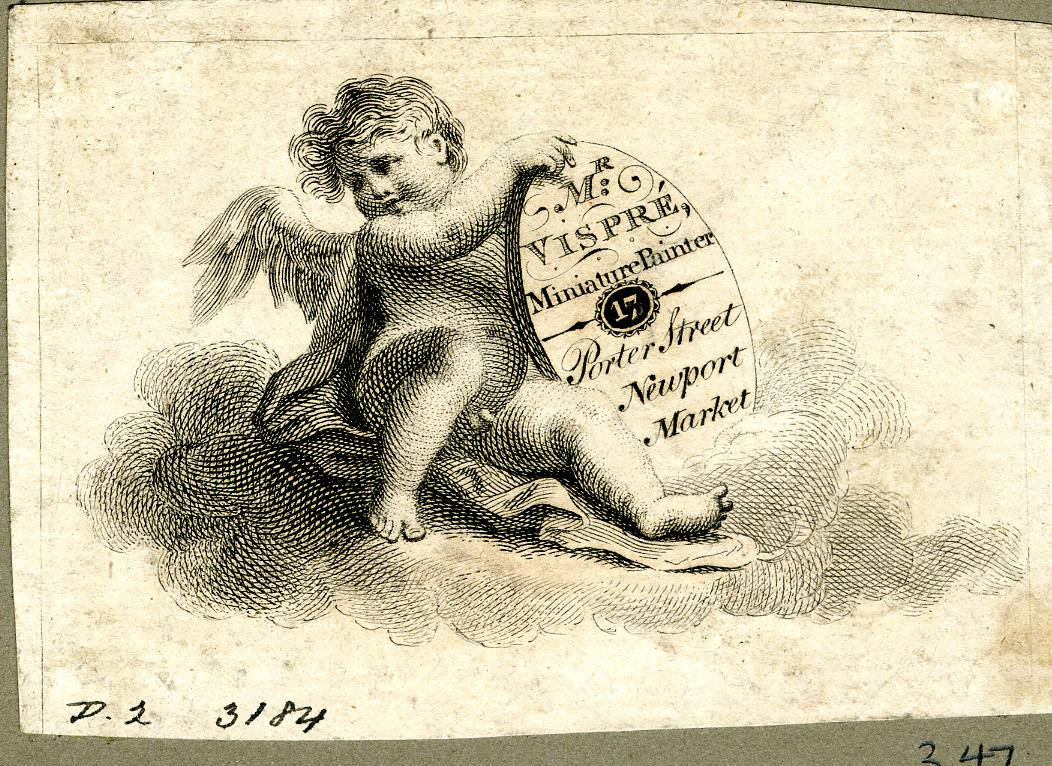
Geschäftskarte

## Leben
François-Xavier Visprés Lebensdaten sind nicht sicher überliefert. Er war ein Sohn des Limonadiers François Vispré aus Besançon und der Élisabeth Marcoul. Sein jüngerer (in der Literatur auch älterer) Bruder Victor Vispré wurde als Glasmaler bekannt und ging ebenfalls nach London. Seine Ausbildung als Maler erhielt Vispré wahrscheinlich in Paris. Er schuf Druckgrafiken in der Schabkunst von Mitgliedern der französischen königlichen Familie nach Gemälden von Jean-Étienne Liotard. Ab 1760 war er in London nachweisbar und malte dort Porträts, Miniaturen und Genreszenen. 1764 heiratete Vispré Mary Hunter in der Kirche St. Anne in Soho, ihr Sohn starb bereits 1768. Seine Grafik aus dem Jahr 1765 von Chevalier d’Éon, der in Frauenkleidern auftrat, wurde wegen des Sujets erfolgreich vermarktet. 1774 wurde er als einer der Grafiker genannt, die die neuartige Aquatinta-Technik anwenden. 1777 stellte er wie auch sein Bruder in Dublin aus, 1780 war er wieder in London nachweisbar. 1786 veröffentlichte er ein Traktat über den Anbau von Wein in England. Er beteiligte sich 1789 zum wiederholten Male an einer Ausstellung in der Royal Academy. Vispré war Mitglied der Society of Artists.
Vispré wandte sich auch der Kunst des Trompe-l’œil zu, wobei er Stiche unter einer Glasscheibe darstellte, die zersprungen war. Um die Wirkung zu steigern, blieben im Stich Le concert nach Philippe Mercier noch ein paar abgefallene Scherben am Boden des vorgetäuschten Rahmens stecken.

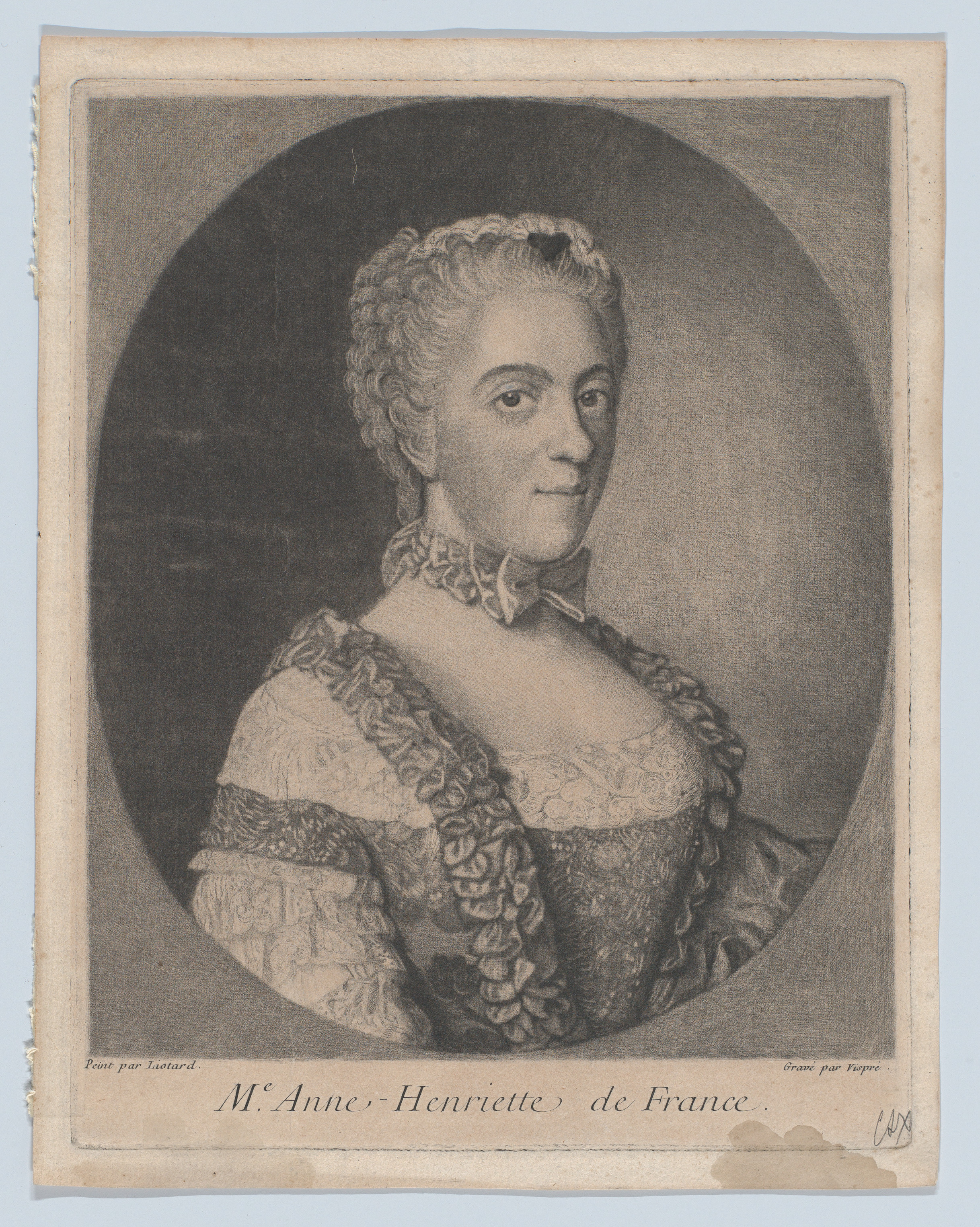
Anne Henriette de Bourbon nach Jean-Étienne Liotard
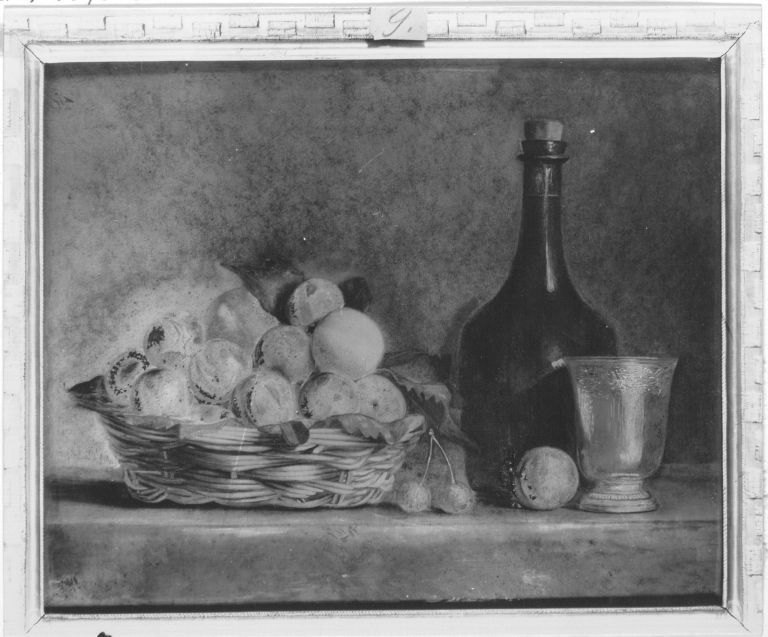
Stillleben
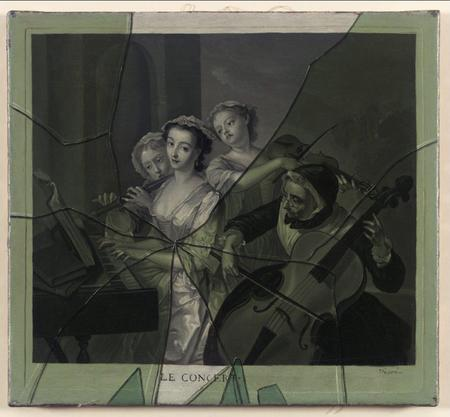
Das Konzert, Trompe-l’œil nach Philippe Mercier, um 1760
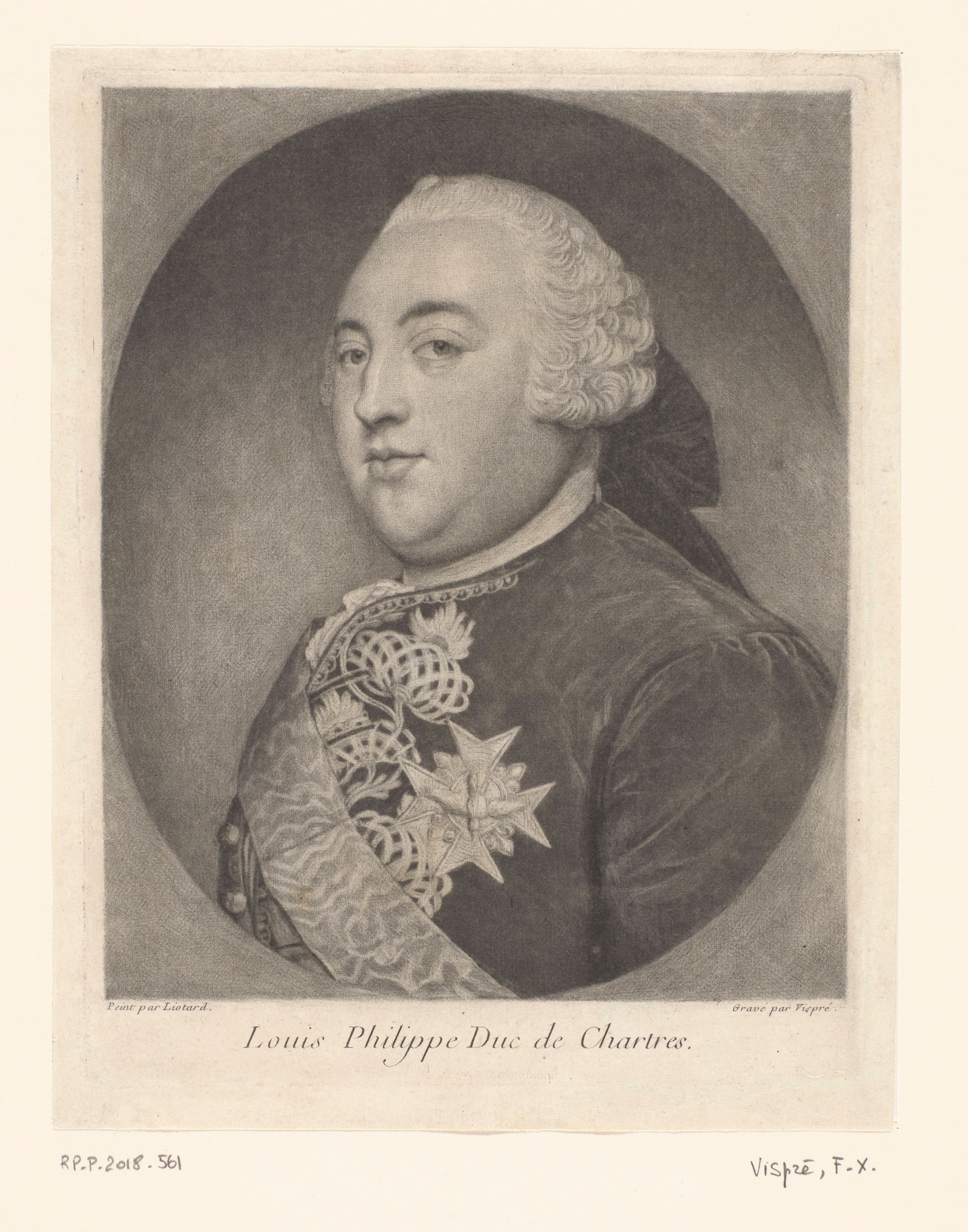
Louis Philippe Duc de Chartres  nach Jean-Étienne Liotard
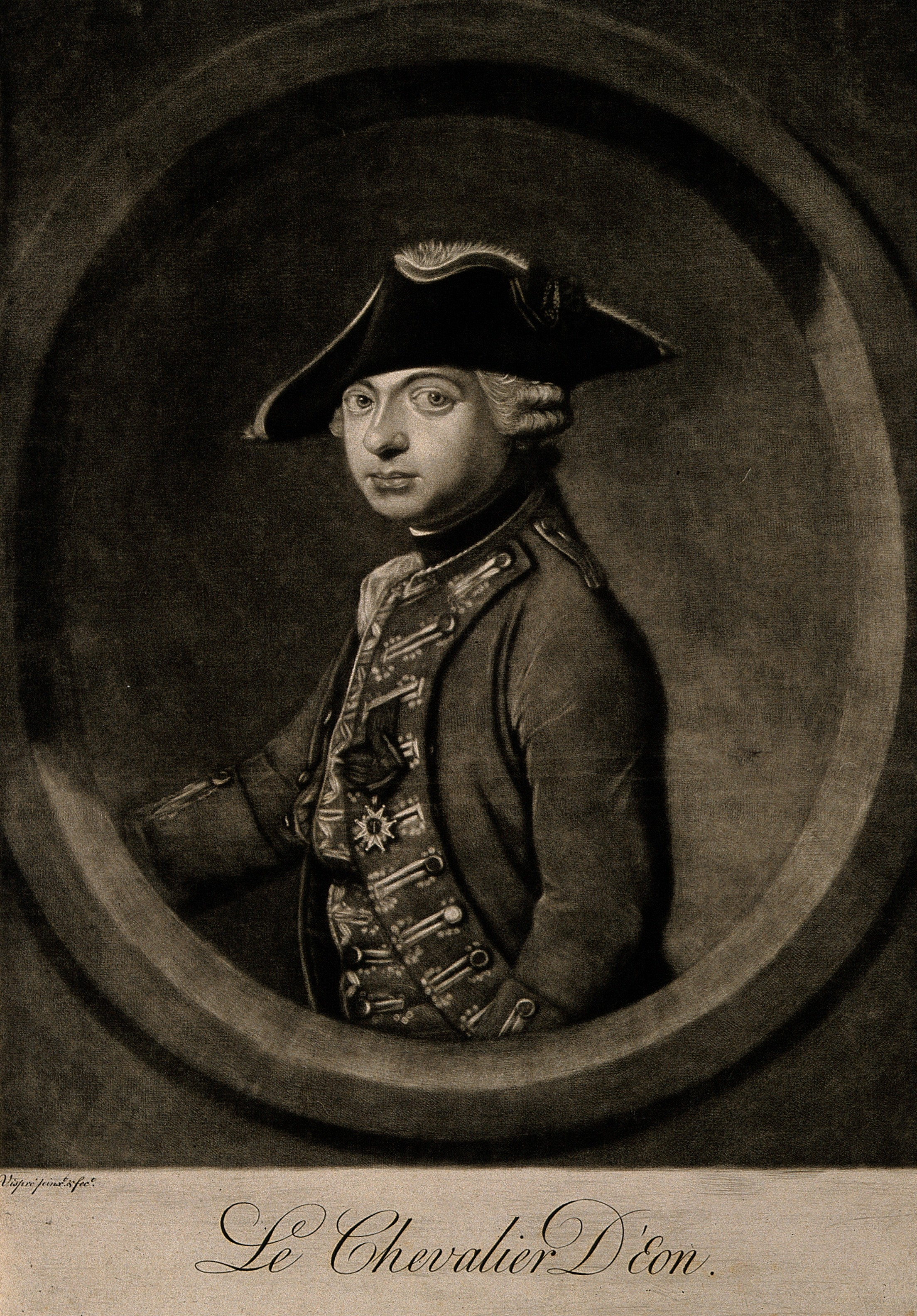
Chevalier d’Éon
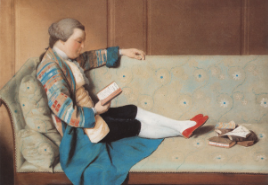
John Farr Reading Horace’s Odes